# Nickerson (Nebraska)
Nickerson ist ein Village im Dodge County im Bundesstaat Nebraska der Vereinigten Staaten. Das Dorf liegt rund elf Kilometer nordnordöstlich von Fremont am Elkhorn River und hatte bei der letzten Volkszählung im Jahr 2010 insgesamt 369 Einwohner.

## Geschichte
Im Jahr 1859 errichteten die deutschen Siedler Michael und Rosanna Herman ein Haus auf dem Gebiet des heutigen Dorfes Nickerson. Nach der Entscheidung zur Verlängerung der Fremont, Elkhorn and Missouri Valley Railroad im Jahr 1870 kaufte die Eisenbahngesellschaft das Haus für 500 Dollar und nutzte es fortan als Bahnhof. Am 13. Januar 1871 wurde das Land um den Bahnhof herum parzelliert und die Siedlung Nickerson gegründet. Am 5. April 1871 wurde die Poststation eröffnet, im gleichen Jahr entstanden ein Hotel und eine Schmiede. In der folgenden Zeit entstanden weitere Betriebe in Nickerson.
1883 wurde in Nickerson ein Schulgebäude errichtet, das die bisher genutzte, westlich der Stadt gelegene Schule ersetzte. Bis zum Bau einer methodistischen Kirche im Jahr 1889 wurden in der Schule auch Gottesdienste abgehalten. 1892 wurden ein Hotel, die Poststelle und ein Geschäft durch ein Feuer zerstört, alle Gebäude wurden umgehend neu aufgebaut. 1906 wurde östlich von Nickerson die neu errichtet Strecke der Sioux City & Ashland Railroad in Betrieb genommen. 1910 wurde Nickerson schließlich als Village inkorporiert.
1912 wurde Nickerson überflutet, dabei wurde die Brücke über den Elkhorn River zerstört. Vier Jahre später erhielt die Gemeinde ein neues Schulgebäude. 1923 wurden fünf Gebäude in Nickerson durch einen Brand zerstört. Im Jahr 1939 wurde eine Feuerwehr in Nickerson gegründet, zuvor musste die Feuerwehr aus Freemont bei Bränden ausrücken.

## Bevölkerung

### Census 2010
Bei der Volkszählung 2010 lebten in Nickerson 369 Einwohner, verteilt auf 129 Haushalte und 91 Familien. Von den Einwohnern waren 79,7 % Weiße, 0,5 % Afroamerikaner, 0,3 % amerikanische Ureinwohner, 14,9 % anderer Abstammung und 4,6 % mehrerer Abstammungen. 24,7 % der Einwohner waren Hispanics oder Latinos. Altersmäßig waren 27,1 % der Einwohner unter 18 Jahre alt, 11,3 % waren zwischen 18 und 24, 29,8 % zwischen 25 und 44, 22,3 % zwischen 45 und 64 und 9,5 % waren älter als 65 Jahre. Das Medianalter betrug 33,9 Jahre. In 37,2 % der Haushalte lebten Kinder unter 18 Jahren und in 9,3 % der Haushalte lebten Personen über 65. 50,7 % der Einwohner waren männlich und 49,3 % weiblich.

### Census 2000
Bei der Volkszählung im Jahr 2000 hatte Nickerson 431 Einwohner, verteilt auf 144 Haushalte und 110 Familien. 83,76 % der Einwohner waren Weiße, 0,70 % Afroamerikaner, 12,76 % anderer Abstammung und 2,78 % der Einwohner waren mehrerer Abstammungen. Hispanics oder Lations machten 22,51 % der gesamten Bevölkerung aus.
Das durchschnittliche Einkommen pro Haushalt betrug in der Stadt zu diesem Zeitpunkt 36.477 US-Dollar, das durchschnittliche Einkommen einer Familie lag bei 39.688 US-Dollar. 12,0 % der Einwohner lebten unterhalb der Armutsgrenze, von diesen Einwohnern waren 11,7 % unter 18 und 8,9 % über 65 Jahre alt.

## Infrastruktur
Nickerson liegt an der Nebraska Route 91 und an der Bahnstrecke der Burlington Northern Railroad zwischen Fremont und Hooper. Der U.S. Highway 275 liegt knapp zwei Kilometer westlich von Nickerson.